# Премия за интерпретацию химии имени Джеймса Т. Греди и Джеймса Г. Стака
Пре́мия за интерпрета́цию химии имени Джеймса Т. Греди и Джеймса Г. Стака — ежегодно присуждаемая Американским химическим обществом журналистская премия за выдающиеся достижения в области популяризации достижений химической науки, а также аналогичных работ в смежных химических областях, прежде всего, химическом приборостроении, машиностроении и химической промышленности.
Премия была учреждена спустя десять лет после окончания Второй мировой войны, в 1955 году. Первоначально она носила название: «Премия Джеймса Т. Грейди». Тридцать лет спустя, в 1984 году к первому имени было добавлено второе: «Джеймс Х. Стак».
В номинационных правилах премии указано, что сфера деятельности будущего победителя премии может быть максимально широкой, она включает в себя общение с публикой через «прессу, радио, телевидение, фильмы, лекционную платформу, книги или брошюры для непрофессионалов». Лауреату премии вручается памятная медаль, к которой прилагается денежный приз в пять тысяч долларов.

## Некоторые лауреаты
- Уотсон Дэвис (1960)
- Лоуренс Лессинг (1963)
- Айзек Азимов (1965)
- Малкольм Браун (1992)
- Филип Болл (2006)
- Гарольд Мак Ги (2008)
- Роалд Хоффман (2009)
- Теодор Грей (2011)
- Алан Алда (2014)
- Дебора Блюм (2015)
- Питер Эткинс (2016)
- Томас Хэджер (2017)
- сэр Мартин Поляков (2019)
- Сэм Кин (2021)